# Ferrari F138
Ferrari F138 — гоночний автомобіль з відкритими колесами, сконструйований для команди Формули-1 Scuderia Ferrari сезону 2013 року. Індекс в назві нового автомобіля, який став 59-м за рахунком підготовленим Ferrari для Формули-1, означає поєднання цифр року випуску (2013) і числа циліндрів мотора (8).

## Презентація

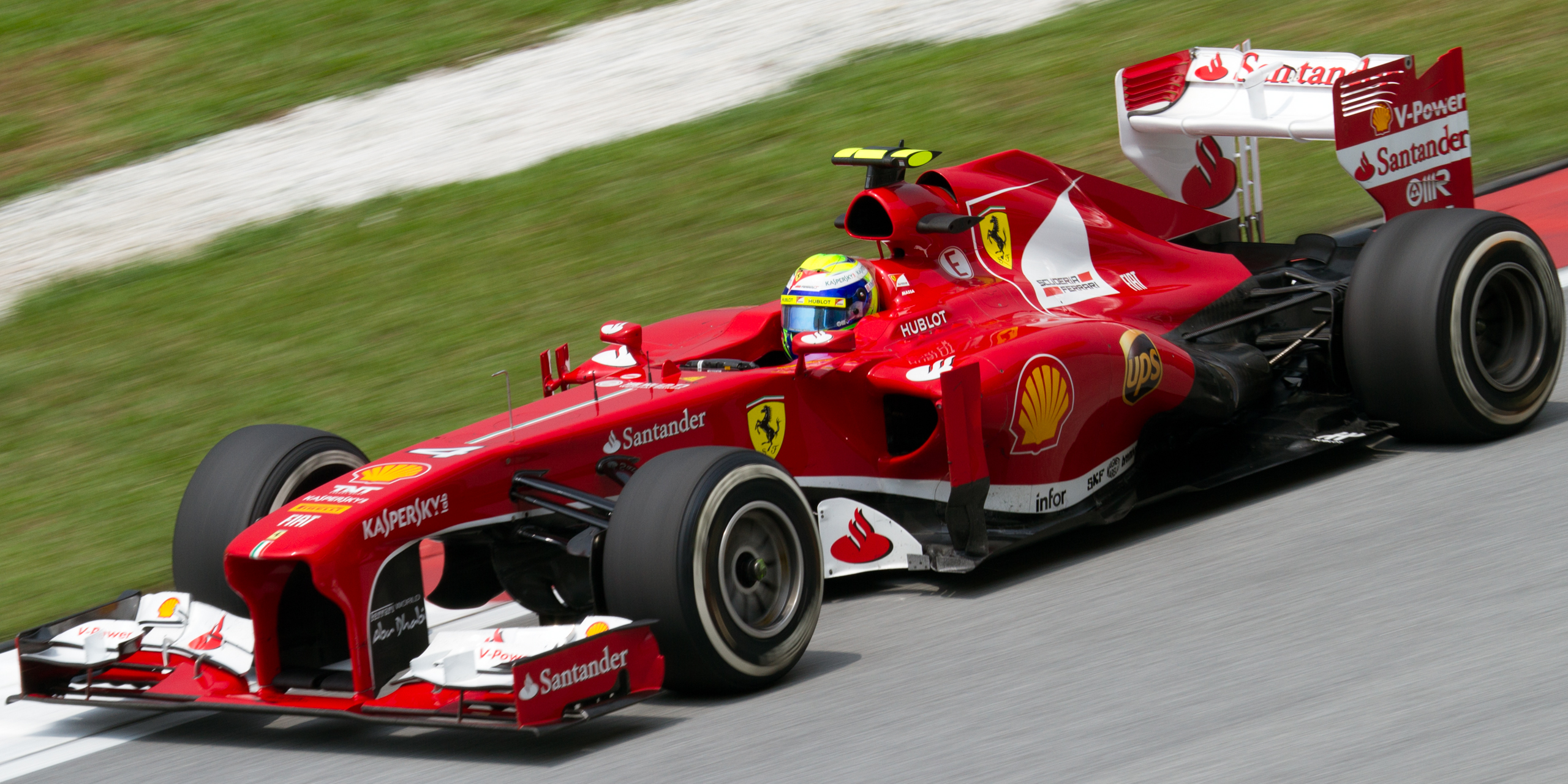
Фернандо Алонсо на Гран-прі Малайзії 2012

Презентація нового автомобіля відбулася 1 лютого 2013 року на базі команди у Маранелло, Італія. Найбільш помітною відмінністю від торішнього боліда є носовий обтічник без характерної «сходинки», крім того дещо змінилося розфарбування машини. Болід розроблявся в аеродинамічній трубі Toyota в Кельні (Німеччина) і стала спадкоємицею торішньої F2012. Та все ж багато елементів змінилися — команда вибрала інноваційний підхід, щоб вирішити проблеми, котрі виникли в минулому році, з претензією нав'язати серйозну боротьбу суперникам за титул.
Сама церемонія почалася з демонстрації відеоролика із перерахуванням нагород, отриманих дорожніми автомобілями Ferrari та інших досягнень італійського автовиробника. Опісля на сцену піднявся керівник команди Стефано Доменікалі, представивши F138 журналістам.

## Цікаві факти
- Відеоролик з презентації Ferrari F138

## Результати виступів
| 2013 | Ferrari | Ferrari Type 056 | P |                 |   |   |      |   |    |   |      |   |   |      |   |   |   |   |   |    |    |   |    |   |     |   |
| 2013 | Ferrari | Ferrari Type 056 | P | Фернандо Алонсо | 1 | 2 | Схід | 1 | 8  | 1 | 7    | 2 | 3 | 4    | 5 | 2 | 2 | 2 | 6 | 4  | 11 | 5 | 5  | 3 | 354 | 3 |
| 2013 | Ferrari | Ferrari Type 056 | P | Феліпе Масса    | 2 | 4 | 5    | 6 | 15 | 3 | Схід | 8 | 6 | Схід | 8 | 7 | 4 | 6 | 9 | 10 | 4  | 8 | 12 | 7 | 354 | 3 |

Жирний шрифт — поул

Курсив — найшвидше коло